# Шахтна вентиляційна установка
Шахтна вентиляційна установка (рос. шахтная вентиляционная установка, англ. mine fan unit, нім. Grubenbewetterungsanlage f) – установка, призначена для подавання повітря у гірничі виробки в кількостях, що забезпечують підтримання в них норм чистоти повітря. Розрізняють установки головного провітрювання (обслуговують шахту чи її крила), допоміжного провітрювання (обслуговує окремі дільниці) та часткового провітрювання (обслуговують вибої підготовчих виробок).
Шахтні вентилятори головного провітрювання обладнані робочим і резервним електродвигунами, дифузором з глушником шуму, каналами для повітря, ляд для реверсування повітряного струменя, лебідок для переміщення ляд. Крім того, загальношахтні вентилятори обладнаніпусковою, контрольно-вимірювальною апаратурою та системами автоматизації. Ha газових шахтах обладнують другий однотипний резервний загальношахтний вентилятор з приводом. Шахтні вентилятори головного провітрювання розміщуються на поверхні поблизу гирла герметично закритих стовбура, шурфу, штольні, свердловини і з'єднуються c ними підвідним каналом. Останній складається з прямої ділянки і відгалужень до робочого та резервного вентиляторів. Усі сполучення виконуються плавними, кути повороту струменя мінімальними, стінки гладкими. Площа поперечного перерізу каналу підбирається таким чином, щоб забезпечувати швидкість руху повітря не більше 15 м / c. До каналу підключається апаратура для вимірювання витрати повітря і депресії.